# Éléonore de Roye
Éléonore de Roye (* 24. Februar 1535 in Châtillon-sur-Loing; † 23. Juli 1564 im Schloss Condé, Condé-en-Brie), in zeitgenössischen Schriften immer nur Dame de Roye genannt, war durch Heirat mit Louis I. de Bourbon Fürstin von Condé. Die überzeugte Protestantin unterstützte ihren Mann während der französischen Religionskriege tatkräftig als Führer der hugenottischen Seite und vertrat mit diplomatischem Geschick die Interessen ihrer Familie sowie die ihres Mannes während seiner Gefangenschaften in den Jahren 1560/61 und 1562/63. Mit ihrem Tod verloren die französischen Protestanten eine ihrer einflussreichsten Fürsprecherinnen am französischen Königshof.

## Familie
Éléonore de Roye kam als älteste Tochter Charles de Royes, Graf von Roucy, und seiner Fau Madeleine de Mailly, dame de Conti zur Welt. Ihren Namen erhielt sie nach einer ihrer Patinnen, Eleonore von Kastilien, der zweiten Frau des französischen Königs Franz I. Ihre zweite Patin war Margarete von Valois. Durch ihre Großmutter mütterlicherseits, Louise de Montmorency, eine Schwester des Connétables Anne de Montmorency, war sie nicht nur mit dem einflussreichen Adelshaus Montmorency verwandt, sondern hatte durch Louises zweite Ehe mit dem französischen Marschall Gaspard I. de Coligny auch beste Kontakte zu dessen protestantischer Familie.
Am 22. Juni 1551 heiratete sie im Schloss Plessis-de-Roye Louis I. de Bourbon. Die Zeremonie hielt der Onkel des Bräutigams, Kardinal Charles de Bourbon, genannt Cardinal de Bourbon. Aus dieser Ehe gingen acht Kinder hervor:
- Henri I. (* 29. Dezember 1552; † 5. März 1588), Fürst von Condé
- Marguerite (* 8. November 1556), jung verstorben
- Charles (* 3. November 1557; † 1558), Graf von Vallery
- François (* 19. August 1558; † 3. August 1614), Fürst von Conti
- Louis (* 30. März 1562; † 19. Oktober 1563), Graf von Anisy
- Charles II. (* 30. März 1562; † 1594), Erzbischof von Rouen
- Madeleine (* 7. Oktober 1563; † 7. Oktober 1563)
- Catherine (* 1564), jung verstorben

Durch den älteren Bruder ihres Mannes, Antoine de Bourbon, lernte Éléonore dessen Frau Jeanne d’Albret kennen, die als Königin von Navarra später ebenfalls dem protestantischen Glauben angehörte. In ihr fand die Fürstin von Condé eine lebenslange, enge Freundin und Verbündete.

## Leben
Éléonore wurde durch ihre Mutter streng im protestantischen Glauben erzogen. Auf Betreiben Gaspard de Colignys gediehen 1550 die Pläne ihrer Eltern, sie mit Louis, einem Sohn Charles de Bourbons, des Herzogs von Vendôme, zu verheiraten. Sie erhielten dazu die Erlaubnis des Königs Heinrich II., obgleich sowohl die mächtige Familie der Guisen als auch Diane de Poitiers, deren Verbündete und einflussreiche Mätresse des Königs, strikt gegen diese Verbindung waren. Die Hochzeit fand im Juni 1551 in Plessis-de-Roye statt. Schon kurz darauf verließ Louis seine Frau, um an mehreren Militärkampagnen auf der Seite des französischen Königs teilzunehmen. Das Paar war deshalb bis zum Frühjahr 1556 mit Ausnahme von einigen sehr kurzen Unterbrechungen fast dauerhaft voneinander getrennt. Éléonore zog in das Schloss von La Ferté-sous-Jouarre und gebar dort im Dezember 1552 ihren ersten Sohn Henri.
Als ihr Mann nach der Verschwörung von Amboise während der Generalstände in Orléans 1560/61 mit der Anschuldigung des Hochverrats verhaftet wurde, erwies sie sich als äußerst diplomatische und zielstrebige Fürsprecherin des Hauses Bourbon, denn neben ihrem Ehemann war auch Éléonores Mutter, Madeleine de Mailly, dame de Conti, unter Verdacht geraten und deshalb im Schloss Saint-Germain-en-Laye unter Hausarrest gestellt worden. Als sie von der Verhaftung Louis’ erfuhr, begab sie sich auf der Stelle selbst nach Orléans, um ihm bei seiner Verteidigung zur Seite zu stehen. Zunächst wurde Éléonore jedoch jeglicher Kontakt zu ihrem Ehemann untersagt. Durch Hartnäckigkeit und Ausdauer erreichte sie aber schlussendlich beim König, dass Louis bei seiner Verteidigung durch zwei Anwälte vertreten wurde. Trotzdem wurde er zum Tode verurteilt. Lediglich der unerwartete Tod Franz’ II. verhinderte, dass das Urteil nicht am 10. Dezember 1561 vollstreckt wurde. Stattdessen wurde Louis begnadigt, und das Paar reiste gemeinsam mit dem französischen Hof nach Fontainebleau. Dort wurden seine Appartements im Schloss zum Treffpunkt der einflussreichsten Hugenotten Frankreichs.
In der Folgezeit wurde Éléonore – nicht zuletzt wegen ihrer Verwandtschaft mit den Familien Montmorency und Coligny – zu einer der wichtigsten Beraterinnen ihres Mannes, der zu einem der Hugenottenführer Frankreichs geworden war. So begleitete und unterstützte sie ihn bei der Konferenz von Talcy im Schloss Talcy am 28. und 29. Juni 1562, an der auch ihr Schwager Antoine sowie die Regentin Katharina von Medici und der noch minderjährige Karl IX. teilnahmen.
Ihren außergewöhnlichen Mut bewies sie, als sie im Jahr 1562 nach der Geburt ihrer Zwillingssöhne Louis und Charles in Orléans blieb, obwohl in der Stadt die Pest wütete. Dort erreichte sie die Nachricht von der Gefangennahme ihres Mannes in der Schlacht von Dreux. Durch Beharrlichkeit und zahlreiche Eingaben bei Katharina von Medici erreichte die Fürstin, dass die Haftbedingungen ihres Mannes mit und mit erleichtert wurden. Anschließend bereitete sie durch ein Treffen mit der Regentin in Saint-Mesmin den Inhalt des Edikts von Amboise vor.
Nachdem Éléonore de Roye bereits 1563 während eines Aufenthalts auf Schloss Gaillon schwer erkrankt anschließend aber wieder genesen war, trat bei ihr im April 1564 eine akute Hämorrhagie auf, die Symptom eines Organleidens war. Sie starb nach dreimonatigem Leiden im Alter von 29 Jahren auf dem Familienschloss in Condé-en-Brie.